# Guiratangara
Guiratangara (Hemithraupis guira) är en fågel i familjen tangaror inom ordningen tättingar.

## Utseende
Guiratangaran är en liten och vacker tangara. Hanen är omisskännlig, mestadels olivgrön ovansida med svart ögonmask kantat av gult, orange på bröst och övergump samt gråaktiga flanker. Honan är mest matt gulaktig och kan förväxlas med hona av gulryggig tangara, men har ljust ögonbrynsstreck, ett svagt ögonstreck, gulaktig näbb och ljusare gråaktiga flanker. 

## Utbredning och systematik
Guiratangara delas in i åtta underarter med följande utbredning:
- H. g. guira – östra Brasilien (från Rio Tocantins till Ceará, Goiás och nordvästra Bahia)
- H. g. guirina – västra och centrala Colombia till västra Ecuador och det allra nordvästra Peru
- H. g. nigrigula – norra och centrala Colombia till norra Venezuela, Guyana och nordöstra Brasilien
- H. g. huambina – tropiska områden från sydöstra Colombia till östra Ecuador, nordöstra Peru och västra Brasilien
- H. g. roraimae – platåberg i sydöstra Venezuela och Guyana
- H. g. boliviana – nordöstra Bolivia till nordvästra Argentina och angränsande västra Brasilien
- H. g. amazonica – Brasilien söder om Amazonfloden (från Rio Madeira till Rio Tapajós)
- H. g. fosteri – östra Paraguay, nordöstra Argentina och inre sydöstra Brasilien

## Levnadssätt
Guiratangaran är en vida spridd och ganska vanlig fågel i låglänta områden och vid foten av berg. Den födosöker aktivt i trädtaket eller på medelhög nivå i skogar, skogsbryn, trädgårdar och ungskog. Fågeln uppträder vanligen i par och ofta i artblandade flockar.

## Status och hot
Arten har ett stort utbredningsområde, men tros minska i antal, dock inte tillräckligt kraftigt för att den ska betraktas som hotad. Internationella naturvårdsunionen IUCN listar arten som livskraftig (LC).

## Namn
Guira, eller Güirá, betyder "fågel” på språket guaraní.